# Любецька вулиця
Любе́цька вулиця — вулиця в Новозаводському районі міста Чернігів. Пролягає від вулиці Івана Мазепи до вулиці Елеваторна; одна з головних транспортних артерій та одна з найдовших вулиць міста.
Примикають вулиці Пирогова, В'ячеслава Чорновола, Івана Богуна, Ревуцького, В'ячеслава Радченка, Дружби, Ріпкинська, Поліська, Василя Прохорського, Червона, Франка, Мартина Небаби 102-й кілометр, Широка, Довга, 2 , Глібова та Незалежності, Визволителів, Нафтовиків, Квітнева.

## Історія
Сучасна вулиця прокладена в кінці XIX століття, що складається з двох невеликих відрізків, розташованих під прямим кутом по відношенню один до одного. Назва на честь дороги на Любеч, яка існувала з IX-X століть. У XVIII-XIX століттях існувала інша Любецька вулиця в районі Чернігівської фортеці (Дитинець).
У зв'язку з розширенням кордонів міста Чернігова, вздовж колишньої дороги на Любеч було збудовано житлові будинки, підприємства та інші споруди і вона перетворилася на міську вулицю. 1959 року перші два відрізки вулиці закрили для проїзду та проклали прямий в'їзд на неї з вулиці Щорса — між сучасним будинком № 9 та вулицею Щорса. Нумерація збереглася і починається з нині закритого Г-подібного щодо проїзду вулиці (будинки №№ 3, 5, 7А, 11). При цьому на проектній ділянці вулиці є два 9-поверхові будинки №№ 5 та 7.
У квітні 1926 року було відкрито організаційно-методичний центр для керівництва та координації санітарно-освітньої роботи. З 1963 року розташований у спеціально збудованому приміщенні — Чернігівський обласний будинок санітарної освіти (будинок № 7)  — нині називається Обласний центр інформаційно-аналітичних технологій та пропаганди здорового способу життя (будинок № 7 А, корпус 1).
У 1950-1960-ті роки вулиця забудовувалась промисловими підприємствами. У 1952-1956 роки було збудовано нове приміщення для «Чернігівського міського молочного заводу» по вулиці Любецькій (будинок № 76). У період 1967-1970 роки були налагоджені високопродуктивні лінії для виробництва олії, молока, морозива, обладнано цех дитячого харчування . У 1957 році було завершено будівництво нового підприємства Чернігівського м'ясокомбінату (будинок № 80), заснованого на базі міської бійні в 1933. У 1943 році була створена артіль для інвалідів «Червоний текстильник», яка виготовляла валальне взуття та різні мотузки. 1960 року була реорганізована у взуттєво-валяльну фабрику, а з вересня 1965 року називається «Чернігівська валяльно-повстяна фабрика» (будинок № 155). Підприємство випускало чоловіче вальальне взуття, щиткову повсть та інше. У 1968 році на базі лісопильного та розкрійного цехів Чернігівської фабрики музичних інструментів було створено завод «Муздеталь»  (будинок № 187, зараз «Резонанс»).
1966 року Любецька вулиця стала ділянкою нового тролейбусного маршруту № 6, де контактна лінія була до перехрестя з вулицею 50 років ВЛКСМ . 19 грудня 2010 року існуючу лінію тролейбусного маршруту № 6 було продовжено далі в північно-західному напрямку по вулиці Незалежності до району Масани.

## Забудова
Вулиця пролягає в північно-західному напрямку від вулиці Івана Мазепи. Через перепланування стара Г-подібна у плані ділянка початку вулиці була закрита для проїзду (будинки №№ 3, 5, 7А, 11) і відкрили прямий проїзд між вулицею Івана Мазепи та будинком № 9. Новим початком вулиці умовно служить проектна ділянка — згідно з Генпланом Чернігова, передбачалося прокласти нову ділянку від проспекту Перемоги (при примиканні Хлібопекарської) до вулиці Івана Мазепи з ліквідацією садибної забудови Землянок — де зараз розташовані лише два 9-поверхові будинки (№№ 5, 7) без прокладеної вулиці.
Непарна сторона вулиці зайнята багатоповерховою житловою забудовою – до примикання вулиці Івана Богуна, потім – садибною забудовою історичної місцевості Червоний Хутір. Парна сторона вулиці зайнята частково багатоповерховою житловою забудовою, цвинтарем (Єврейським), переважно промисловими та комунальними підприємствами (наприклад, Чернігівський хлібозавод №1, молокозавод, м'ясокомбінат, Чернігівгаз).
Після примикання Громадської та Козацької вулиць перетинає залізничну лінію тунелем. Після перетину залізничної лінії Любецька вулиця при примиканні вулиці Красносільського була відмежована від основної її частини новою вулицею Незалежності. Ближче до житлового масиву Масани створено кругову транспортну розв'язку вулиць Незалежності та Глібова та з'їзду від Любецької вулиці. Крайня північна ділянка служить умовною межею мікрорайону № 3 житлового масиву Масани, що будується, і доходить до колишнього села Масани. Кінець вулиць (після перетину залізничної лінії) зайнятий промисловими («Резонанс», «Млібор»), комунальними («Чернігівнафтогазгеологія», «Чернігівгаз») та складським (Вторчермет, Вторкольормет) підприємствами, парна — не забудована і ділянка будівництва мікрорайону № 3 житломасиву Масани.

Установи:
1. будинок № 7 А, к. 1 — Обласний центр інформаційно-аналітичних технологій та пропаганди здорового способу життя
2. будинок № 11 А - санепідемстанція
3. будинок № 24 - « Чернігівський хлібозавод №1»
4. будинок № 24 А — Чернігівська художньо-виробнича майстерня
5. будинок № 40 - школа № 13
6. будинок № 40 А - відділення зв'язку «Укрпошта» № 21
7. будинок № 68 - «Чернігівгаз»
8. будинок № 66 - раніше «Чернігівський завод спеціального автотранспорту»
9. будинок № 70 - "Базис"
10. будинок № 76 - «Чернігівський молокозавод»
11. будинок № 80 - «Чернігівський м'ясокомбінат»
12. будинок № 155 — територія «Чернігівська валяльно-повстяна фабрика» — нині низка підприємств
13. будинок № 179 - управління виробничо-технічного забезпечення та комплектації підприємства «Чернігівнафтогазгеологія»
14. будинок № 187 - завод "Резонанс" - раніше "Муздеталь"
15. навпроти будинку № 187 - католицька церква (будується)

Є ряд значних і рядових історичних будівель, що не є пам'ятками архітектури чи історії, розташовані на території лікарняного комплексу  : дві 2-поверхові будівлі (№ 11 А — санепідемстанція, б/г), два садибні будинки (№ 11, б/н), чотири 1-поверхові будівлі (№ 7 А, 7 Б, б/н, б/н).
Меморіальні дошки:
1. будинок № 11 - Герою Радянського Союзу Пилипу Макаровичу Косолапову - на будинку, де він жив.
2. будинок № 21 – кавалеру Ордену Слави, уродженцю Чернігівщини Івану Максимовичу Литвину – на будинку, де він жив.
3. будинок № 66 – Нагородження колективу «Кінотехпрому» ювілейною почесною грамотою з нагоди п'ятдесятиріччя створення СРСР – демонтовано – на будівлі «Кінотехпрому»
4. будинок № 66 - П'ятдесятиріччя створення СРСР - демонтована - на будівлі «Кінотехпрому»